# Dicranophragma (Dicranophragma) venustipenne
Dicranophragma (Dicranophragma) venustipenne is een tweevleugelige uit de familie steltmuggen (Limoniidae). De soort komt voor in het Oriëntaals gebied.